# Шокрабад (Тегеран)
Шокрабад (перс. شکرآباد‎) — село на севере Ирана, в остане Тегеран. Входит в состав шахрестана Тегеран. Является частью дехестана (сельского округа) Хелазир бахша Афтаб.

## География
Село находится в центральной части остана, при автодороге , на расстоянии приблизительно 8 километров (по прямой) к югу от города Тегеран, административного центра шахрестана. Абсолютная высота — 1015 метров над уровнем моря.

## Население
По данным переписи 2006 года население села составляло 305 человек (158 мужчин и 147 женщин). В Шокрабаде насчитывалось 73 домохозяйства. Уровень грамотности населения составлял 72,1 %. Уровень грамотности среди мужчин составлял 71,5 %, среди женщин — 72,8 %.
В 2016 году в селе имелось 98 домохозяйств и проживало 447 человек (199 мужчин и 248 женщин).